# 天主教卡揚加教區
天主教卡揚加教區 （拉丁語：Dioecesis Kayangana）是坦桑尼亞一個羅馬天主教教區，屬姆萬扎總教區。
教區成立於2008年8月14日，位於卡蓋拉區西部。2008年有280,000名教友（佔轄區總人口63.9%）、十一個堂區、廿五名司鐸。現任教區主教為阿爾馬契烏斯‧味噌爵‧魯埃永蓋扎。